# Loeches
Loeches er en by og kommune i det centrale Spanien i Madrid-regionen. Den har et indbyggertal på 9.200 (2024) indbyggere.